# 沈宗灵
沈宗灵（1923年—2012年），曾用名王林、霍宗彦，男，汉族，浙江杭州人，中国法理学家、法哲学家，曾任北京大学教授、博士生导师。